# Haplophthalmus movilae
Haplophthalmus movilae is een pissebed uit de familie Trichoniscidae. De wetenschappelijke naam van de soort is voor het eerst geldig gepubliceerd in 1998 door Gruia & Giurginca.